# Джеймс Брук
Джеймс Брук (нар. 29 квітня 1803, Бандел, Західна Бенгалія, Індія — 11 червня 1868, Бурратор, Велика Британія) — британський офіцер, авантюрист, перший білий раджа держави Сараваку. Народився у Британській Індії, навчався в Англії, служив у бенгальській армії. Отримав великий спадок, вийшов у відставку та спорядив військовий корабель у Південно-Східну Азію. На прохання султана Брунею успішно воював із повстанцями та піратами. За це султан подарував йому землю у провінції Саравак, де Брук отримав місто Кучинг та околиці. Передав титул раджі своєму племіннику Чарлзу Бруку.

## Біографія
Брук народилася в Банделі, поблизу Калькути (але був охрещений в Секроле, передмісті Варанасі) в родині британського чиновника Томаса Брука в Індії. У 1819 році в віці 16 років вступив до лав армії Британської Ост-Індійської компанії. Брук брав участь у першій англо-бірманській війні, де 1825 року був сильно поранений та звільнений з армії за інвалідністю. Спочатку він повернувся до Англії, але надалі здійснив подорож до Китаю, Пенангу, Малакки та Сінгапуру. Натхнений історіями про багаті острови на південь від Сінгапуру, Брук організував торговельну експедицію в партнерстві з товаришем, але вона виявилася невдалою й судно разом з товарами довелося продати в Китаї зі збитком.
У 1835 році помер батько Брука, залишивши йому в спадок 30 тисяч фунтів стерлінгів. На ці гроші Брук вирішив спорядити ще одну експедицію. Він купив шхуну «Рояліст», тоннажем у 142 тони, озброєну 6-фунтовими та вертлюжними гарматами, провів тренування екіпажу в Середземному морі та в грудні 1838 року вирушив з Англії до Сінгапуру, куди прибув 27 травня 1839 року. Спочатку Брук планував вирушити до затоки Маруду на півночі Борнео, де розраховував побудувати британське поселення та розпочати торгівлю. Проте в Сінгапурі британський губернатор відрядив Брука привезти брунейському губернатору Сараваку принцу Хашиму подяки та подарунки за проявлену ним гуманність до європейців. 27 липня Брук відплив до берегів Борнео.

## Участь у справах Брунею

### Повстання у Сараваку

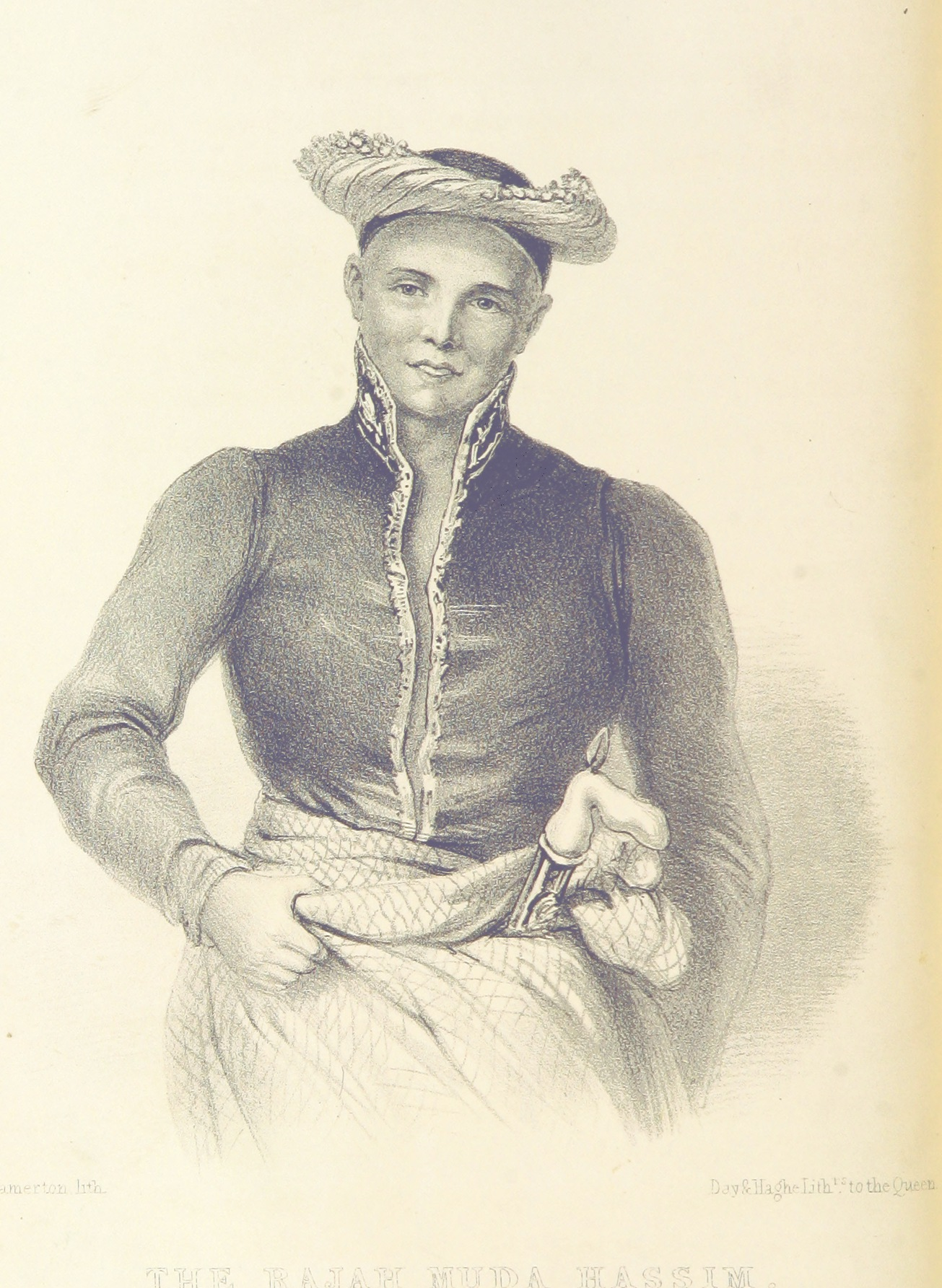
Принц Хашим

У 1839 році місцеве населення Сараваку повстало проти намісника Макоти, призначеного султаном Брунею. Султан надіслав принца Хашима, свого бендагару, або візира, щоб він придушив заколот. У принца Хашима був конфлікт з Макотою, тому він звернувся по допомогу до Брука. Спочатку Брук відмовився воювати, але вже за рік змінив свою точку зору, бо султан запропонував йому обійняти посаду губернатора навзамін на допомогу. Бруку вдалося придушити повстання, але посаду губернатора отримав лише у 1842 році, коли нагадав султану про обіцянку.

### Захоплення Лабуану
Принц Хашим повернувся до столиці Брунею у 1845 році, дізнавшись, що за його відсутності стався палацовий переворот, і візиром став принц Усоп. За допомогою Брука та британського флоту Хашим повернув собі посаду, а також став спадкоємцем брунейського престолу. Проти нього одразу став інтригувати колишній спадкоємець — син султана, а також інші придворні. Хтось вважав Хашима британською маріонеткою, дехто звинувачував у неповазі до частини королівської родини. У 1846 році візира було вбито.
Джеймс Брук вважав це вбивство викликом британському уряду і спонукав військових покарати брунейського султана. Британський контрадмірал Томас Кокрен вирушив з ескадрою з Сінгапуру та атакував брунейський флот біля Брунейської затоки. Султан утік зі столиці до містечка Дамуан, але британці примусили його повернутися. 2 серпня 1846 року був підписаний договір, за яким Брук ставав повноправним раджею Сараваку, а територія його держави простягалася від мису Танджунг-Дату до річки Самарахан. 18 грудня 1846 британські кораблі з гарматами, спрямованими на палац султана, примусили останнього підписати нший договір, за яким острів Лабуан передавався Британській імперії.